# Infant Annihilator
Infant Annihilator es una banda británica de Deathcore formada en 2012, la presencia de esta banda es una hipérbole musical tanto como liricamente, que tratan temas como la pedofilia, la religión católica y últimamente la fantasía oscura, sin dejar de lado el sarcasmo, humor negro y el contenido paródico.
Actualmente la banda cuenta con una demo, seis sencillos (de los cuales tres son versiones) y tres álbumes de estudio, uno lanzado en 12 de diciembre del 2012, el segundo el 29 de julio del 2016. y el tercero lanzado el 11 de septiembre en 2019 (curiosamente día cumpleaños de Aaron Kitcher). 
A pesar de que muchos de sus fans les han pedido organizar conciertos, la propia banda ha explicado que no pueden hacerlo debido a la edición digital que tienen sus canciones para llegar a ciertos ritmos y por lo tanto les resultaría casi imposible replicarlo en directo.

## Historia

### Formación yThe Palpable Leprosy Of Pollution(2012-2013)
La banda fue formada por Eddie Pickard (Mister Sister Fister, Black Tongue, ex-Acrania) y Aaron Kitcher (Mister Sister Fister, Black Tongue, miembro de sesión de Rings of Saturn) a principios del año 2012, en la que Eddie sería el guitarrista y el bajista y Aaron el baterista. Después, se unió Dan Watson (Enterprise Earth, Faith In Convergence, ex-Betrayer, ex-Disserver The Tyrant) como vocalista.
Ellos tres grabarían un demo con canciones que serían lanzadas también en el primer álbum de estudio. Para el 12 de diciembre de 2012, ya habrían sacado el que sería su primer álbum de estudio, The Palpable Leprosy Of Pollution. Este álbum fue muy aclamado para los fanes del Deathcore. El álbum cuenta con un video musical, Decapitation Fornication. El vídeo es bastante absurdo, ya que aparecen escenas que provocan la risa del espectador, así como Aaron y Eddie haciendo gestos sexuales, tocando instrumentos de madera como si fuesen reales, saltando por el campo como Heidi, etc. Además este cuenta con un making-of subido el 5 de noviembre de 2012.
También grabaron versiones de bandas notables de Deathcore como Bring Me The Horizon en la era de Count Your Blessings o Chelsea Grin, e incluso un Gangnam Style versionado con la voz de Psy, pero con la instrumentación y sonido típico del Deathcore.

### Salida de Dan Watson; salida y regreso de Eddie Pickard (2013-2014)
En 2013, Eddie Pickard anuncia su salida del grupo. Lo que le llevó a salir del grupo fueron la falta de motivación para escribir música por motivos personales. Sin embargo, regresó en 2014.
Quien salió de forma definitiva de la banda, fue el vocalista Dan Watson. Las razones para salir del grupo según él era la distancia que tenía con Eddie y Aaron, ya que estos viven en Inglaterra mientras que Dan vive en Estados Unidos. Además dice que para los otros miembros de la banda solo hizo las voces, ya que siempre sintió que el resto de la banda le ninguneaba y que siempre que le hablaba a alguien de Infant Annihilator, esa persona siempre pensaba en Eddie y en Aaron. Dan salió del grupo en 2014 y formó otra banda llamada Enterprise Earth.

### Phil Bozeman entra y sale de la banda (2015-2016)
Phil Bozeman estuvo en la banda durante un tiempo. No se sabe cuándo salió ni por qué. Solo se sabe que dijo este comunicado al entrar:
El plan es seguir de gira y seguir con Whitechapel hasta dónde puede llegar. Vamos a estar escribiendo nuevo material, pero no hay ningún plan para un nuevo álbum pronto. Pero para mí, tengo la intención de colaborar con una banda de Internet en mi tiempo libre. Se cae en línea con mi interés en hacer las cosas de Internet, al igual que toco en mi canal de YouTube, así que esto va a ser algo nuevo para mí.
La banda se llama Infant Annihilator, y parecen que son bastante populares en Facebook. Los dos miembros tocan en Black Tongue, banda impresionante, y supongo que estaban buscando un vocalista. Cuando escuché su música, supe que quería trabajar con ellos. Pero con ellos estar de gira durante el último año o así, y con Whitechapel sacar un nuevo álbum y así una gira, realmente no tuvimos tiempo para empezar nada. Este año, poco a poco, voy a estar trabajando la voz cuando puedo para su nuevo álbum. Creo que ya tienen todo el material decisivo hacia abajo, por lo que va a acelerar el proceso.

Realmente no puedo revelar nada más, pero sin duda en busca de que a finales de este año o principios de 2016.

### Nuevo vocalista yThe Elysian Grandeval Galèriarch(2016-presente)
No se supo nada de la banda hasta mediados de 2016.
A mediados de 2016, la banda anunció que Dickie Allen (ScumFuck, Bludgeoned Beyond Reason, MetalSlab, ex-Abiotic, ex-Dealey Plaza) sería nuevo vocalista de la banda. También anunciaron el nuevo álbum de estudio,The Elysian Grandeval Galèriarch, que fue filtrado el día 26 de julio de 2016, siendo subido al día siguiente por la banda al canal de YouTube oficial. El álbum finalmente fue lanzado a todas las plataformas el 29 de julio de 2016, teniendo una gran aceptación por los fanes de la banda, incluso superando The Palpable Leprosy Of Pollution. Fueron reveladas dos canciones del nuevo álbum. "Soil The Stillborn", fue lanzada el 6 de junio junto a un video musical con la letra de la canción. La segunda, Motherless Miscarriage, fue lanzada el 22 de junio, con un videoclip en el que aparece Dickie Allen en la ducha soñando con Eddie Pickard y Aaron Kitcher como si fuesen las estrellas de una película de pornografía gay. Al final del video, Dickie Allen aparece masturbándose (obviamente para poder subir el video a YouTube tuvieron que censurar algunas cosas). Este cuenta con un making-of subido el 1 de junio de 2016. También fue subida una canción Blasphemian junto a un video animado donde los protagonistas son Aaron, Eddie, Dickie y personas deformadas, mutiladas y mutadas.

## Miembros

### Miembros actuales
- Dickie Allen - voz (2016-presente)
- Eddie Pickard - guitarra, bajo (2012-2013, 2014-presente)
- Aaron Kitcher - batería(2012-presente)

### Miembros pasados
- Dan Watson - voz (2012 - 2014)
- Phil Bozeman - voz (2015 - 2016)

## Discografía

### Álbumes de estudio
- The Palpable Leprosy Of Pollution (12 de diciembre de 2012)
- The Elisyan Grandeval Galèriarch (29 de julio de 2016)
- The Battle of Yaldabaoth (11 de septiembre de 2019)

### Sencillos
- Decapitation Fornication (23 de julio de 2012)
- Infant Gangnam Style (17 de octubre de 2012)
- Pray For Plagues (BMTH cover) (11 de enero de 2013)
- Three Bastards (25 de julio de 2019)
- Swinaecologist (30 de agosto de 2019)

### Demos
- Promo(2012)